# Pessoi
Als Pessoi bezeichnet man einen kleinen ovalen, glatten Stein bzw. eine Keramikscherbe, historisch verwendet zum Reinigen des Afters nach der Defäkation. Pessoi fanden hauptsächlich Gebrauch in den Latrinen des alten Griechenlands und Roms. Die Benutzung eines solchen Pessoi ist sogar auf einem 2700 Jahre alten Trinkgefäß dokumentiert: Darauf ist ein Mann zu erkennen, der seinen Stein im Hocken benutzt.
Außerdem existierte auch ein altes griechisches Brettspiel mit demselben Namen.